# 鳥越文蔵
鳥越 文蔵（とりごえ ぶんぞう、1928年8月28日 - 2021年4月5日 ）は、日本の国文学者・日本近世演劇研究者。早稲田大学名誉教授。元早稲田大学坪内博士記念演劇博物館館長。1997年紫綬褒章受章。妻は国語学者の秋永一枝。

## 略歴
1928年、長崎県佐世保市生まれ。早稲田大学文学部演劇科で学び、1955年に卒業。同大学院修士課程に進み、1958年に卒業。
1959年、早稲田大学文学部助手に採用された。1969年に文学部助教授、1974年に教授に昇進。1988年から定年退職する1999年まで 早稲田大学坪内博士記念演劇博物館館長を務めた。演劇博物館館長時代は、所蔵図書の複写を可にするなど同博物館の現代的運営に尽力した。1999年に早稲田大学を定年退職し、名誉教授となった。学界では、1987年に歌舞伎学会が発足すると初代代表委員に就任。
2021年4月5日、埼玉県で死去した

## 受賞・栄典
- 1992年：『元禄歌舞伎攷』で芸術選奨文部大臣賞受賞[3]。
- 1997年：紫綬褒章受章[1][3]。

## 研究内容・業績
- 近松門左衛門の浄瑠璃を中心に、『梅若実日記』の編纂など、能、歌舞伎等伝統演劇の研究を行った。近松門左衛門作「出世景清」全段復活上演にも尽力した[3]。大学で後進の育成・指導に当たるとともに、歌舞伎学会初代代表委員も務めた。
- 1962年、ドナルド・キーンの推薦によりケンブリッジ大学で教鞭を執るために英国に渡った際、「大英博物館にえたいの知れない古い本がある。みてほしい」と現地の研究者に頼まれ、日本では現存しない浄瑠璃本「越後国柏崎　弘知法印御伝記」を発見した[1][4][5]。同書は貞享2年（1685年）ごろ上演された古浄瑠璃の本で、ケンペルが日本から持ち出したとされる[4]。

### 鳥越文庫
佐渡市猿八に約2万冊の蔵書を寄贈した鳥越文庫がある。寄贈のきっかけは、文弥人形で地域活性化を目指す教え子に共感したためである。演劇関係だけでなく、様々なジャンルの書籍を収蔵しており、誰でも自由に閲覧できる。

## 著作

### 著書
- 『近松門左衛門 虚実の慰み』新典社 1989
- 『元禄歌舞伎攷』八木書店 1991
- 『能と歌舞伎』大東急記念文庫, 1992

### 編著
- 『近松への招待』岩波書店 (岩波セミナーブックス）1989
- 『歌舞伎の狂言 言語表現の追究』八木書店, 1992

### 校注等
- 『パリ国立図書館蔵古浄瑠璃集』校倉書房, 1968
- 『日本古典文学全集 近松門左衛門集』1－2 小学館 1972－75
- 『上方狂言本 6』祐田善雄共編 古典文庫, 1977
- 『江戸板狂言本』1－2 佐藤恵里共編 古典文庫, 1983－87
- 『傾城反魂香』白水社(歌舞伎オン・ステージ)　1989
- 『上方狂言本 9』岩井真実共編 古典文庫, 1996
- 『新編日本古典文学全集 近松門左衛門集 3』小学館, 2000
- 『新日本古典文学大系 江戸歌舞伎集』古井戸秀夫,和田修共校注 岩波書店, 1997